# Olędrzy

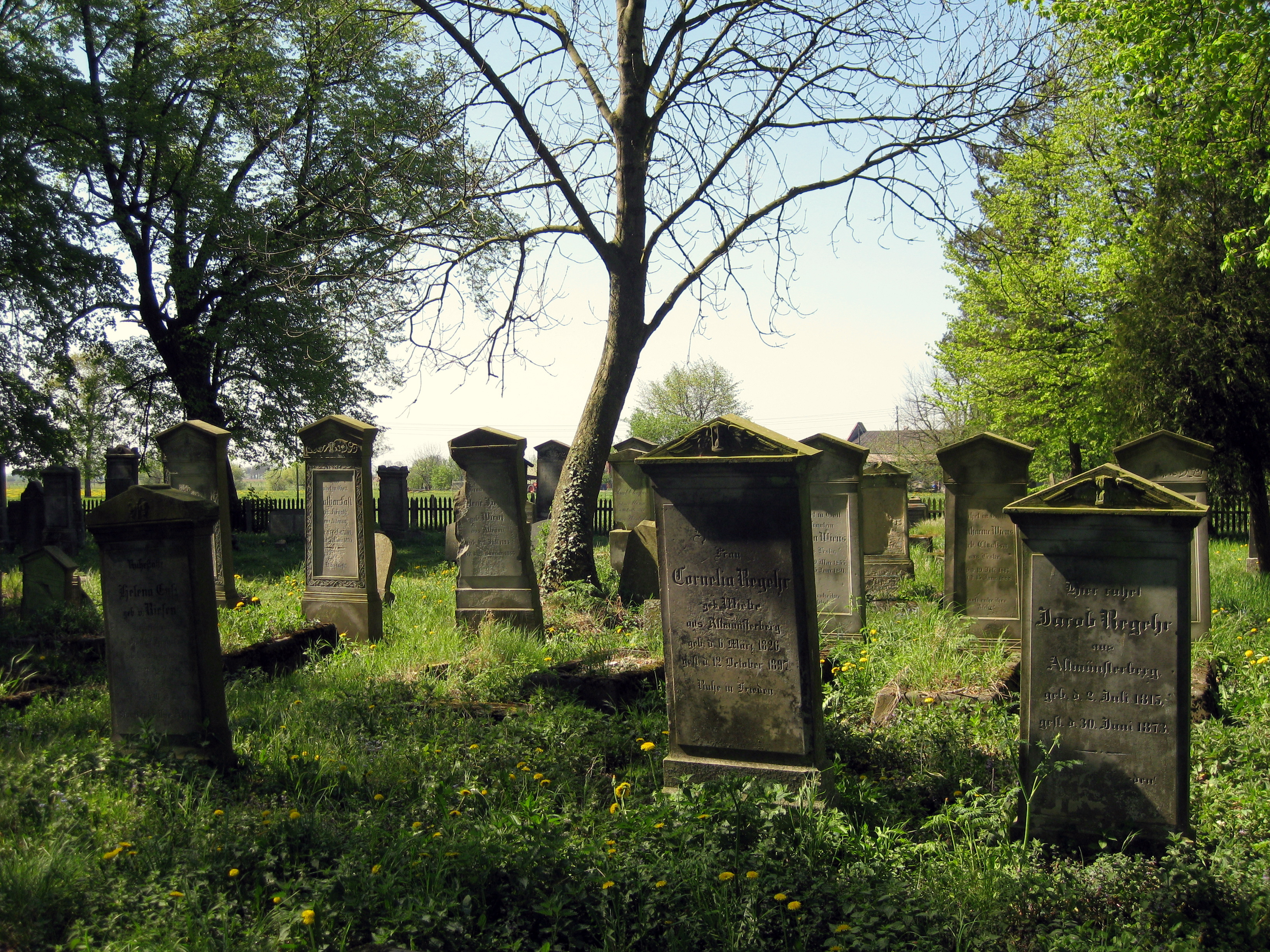
Begraafplaats in het voormalige Heubuden, nu Stogi

Olędrzy (enkelvoud: Olęder, Poolse vorm van het Duitse Holländer) waren aanvankelijk kolonisten uit de Nederlanden en Friesland, voornamelijk mennonieten, die van de 16e tot de 19de eeuw dorpen oprichtten in Koninklijk Pruisen, na 1772 de provincie West-Pruisen, meer precies in de Weichseldelta rond Danzig en Elbing, ook wel de Danziger Werder of Niederung genoemd, langs de Weichsel (Wisła) en zijn zijrivieren, behorend tot Kulmerland (Pools:ziemia chełmińska) in Koejavië, Mazovië en Groot-Polen.
Ze hadden kennis van landaanwinning door bedijking en kanalisatie en brachten daarmee het land in cultuur en tot welvaart. Ze behielden hun persoonlijke vrijheid en eigen religie. Na de Eerste Poolse Deling in 1772 en de tweede in 1795, resp. 1815 waren deze gebieden deel geworden van het koninkrijk Pruisen en zodoende na 1870 tegelijk ook van het Duitse Keizerrijk. Zij behoorden tot de provincie West-Pruisen. Toen hun aan het einde van de 18de eeuw de militaire dienstplicht werd opgelegd, verkochten de principiële  Mennonieten hun grond en namen ze de uitnodiging van de Russische tsarina Katharina de Grote (Manifesto van 1763) en in het verlengde ervan ook tsarevitsj, de latere tsaar Paul I (met zijn Oorkonde van Privileges van 1789) aan om zich te vestigen in het zuiden van Oekraïne, een op de Krim-Tataren veroverd gebied dat weliswaar vruchtbaar maar nagenoeg volledig ontvolkt was en in een verwaarloosde staat verkeerde. 
Een ander deel bleef in het Weichselgebied echter en kreeg het Pruisische staatsburgerschap, waartegenover het voorrecht verviel om de militaire dienstplicht niet te moeten vervullen.
In 1919 werden de provincies waarin de meeste Holländereien lagen bij de nieuw opgerichte republiek Polen en bij de vrije stad Danzig gevoegd. In 1939 werden ze weer Duits, nu na de bezetting van Polen, als annexatie door het Groot-Duitse Rijk. In 1945 werden de bewoners, voor zover zij Duitstalig en als regel ook luthers of mennoniet waren, collectief onteigend, en als Duitsers tot vreemdeling verklaard en uitgewezen, al dan niet via strafkampen, voor zover zij al niet op de vlucht geslagen waren voor de naderende Sovjetlegers. Zie Verdrijving van Duitsers na de Tweede Wereldoorlog. De huidige bewoners stammen dus niet van de oorspronkelijke kolonisten af en er komen ook overigens geen Mennonieten meer in deze gebieden voor. Hun kerken en scholen zijn nu in gebruik genomen door de Katholieke kerk of dienen als museum. De namen van de Olęderdorpen, voor zover ze Duits waren, werden in 1919 of pas na 1945 in Poolse omgezet, soms als vertaling, meestal in een nieuwe betekenis.
De kolonisten hadden sinds de 16de eeuw een eigen rechtstitel gekregen, naast de horige autochtone boeren, en hun dorpen werden Holländereien genoemd, ook als later Duitsers, dat wilde toen zeggen boeren uit Pommeren, en ook vrije Polen met deze rechten werden bedeeld: namelijk persoonlijke vrijheid, eeuwigdurende pacht en het recht land over te dragen aan erfgenamen dan wel de boerderij te verkopen. Het belangrijkste kenmerk was de collectieve, gezamenlijke en hoofdelijke aansprakelijkheid van de hele Olędergemeenschap tegenover de landheer, en het zelfbestuur van de gemeente. De term Olęder heeft dus niet zozeer een etnische of religieuze, maar een rechtspositonele betekenis. Overigens lichtten de landheren vaak de hand met deze rechten. Een bijzondere nederzetting was de wijk Altschottland (sinds 1945 Stare Szkoty) buiten de stadsmuren van Danzig waar Mennonieten onder bijzondere belastingheffingen woonden en hun zaken binnen de stadsmuren mochten behartigen.
Tussen 1527 en 1864 werden in Polen, vooral de voormalig Pruisische gebieden, en in het nieuwe koninkrijk Pruisen dat deze gebieden in 1772-1815 annexeerde, minstens 1.700 Olędernederzettingen - Holländereien dus - gesticht waarvan ten minste 300 door 'etnische' Nederlanders, althans mennonieten uit de noordelijke provincies, West-Friesland, Friesland en Groningen. Zij stichtten de rijkste en grootste nederzettingen, maar de meeste werden door Pommerse boeren ingericht, toen zij naar Polen vluchtten, na de verwoestingen van de Dertigjarige Oorlog in hun vaderland. De adellijke Pommerse landheren namen de gelegenheid te baat om deze eerst vrije en nu verarmde boeren tot dienstbaarheid te dwingen. Poolse landheren zegden zulke bedreigde boeren uit Pommeren - vanwege hun Nederduitse taal 'Duitsers' genoemd - vestigingsvrijheden toe omdat zij verwachtten dat deze kolonisten een grotere agrarische bodemopbrengst zouden brengen die hogere belastingen mogelijk zouden maken, dan die waartoe hun eigen horige boeren in staat waren. Land was er genoeg want ook West-Pruisen was door de oorlog ontvolkt en verarmd. Weliswaar werden de vrijheid en voorrechten formeel verleend, maar de nieuwkomers bleven tegelijk toch afhankelijk van adellijke grondheerlijke willekeur. Vooral geestelijke grondheren (kloosters en bisdommen) probeerden de boeren, die luthers of mennoniet waren, tot de Rooms-Katholieke Kerk te bekeren onder dreiging van het intrekken van hun rechten en zij konden als grondbezitters de rechtspraak over dergelijke geschillen verregaand bepalen. 
De rechtsverschillen tussen autochtone horige Polen en geïmmigreerde min of meer vrije kolonisten verdwenen na de Poolse delingen en annexaties in de periode 1772-1815, toen de betroffen gebieden Pruisisch en de bewoners Pruisische staatsonderdanen onder gelijk recht werden. Een aantal Holländereien ontwikkelden zich tot dorpen, soms van aanzienlijke omvang. Andere werden buurtschappen in grotere gemeenten en vaak verdwenen ze toen de landbouw zich grootschaliger ging organiseren en boeren hun land samenvoegden of verkochten. Polen namen verlaten nederzettingen vaak over door grond en huizen op te kopen.

## Terminologie
Olędrzy worden door Polen ook aangeduid met de termen Hollendrzy, Holędrzy, Holendrzy en deze benamingen zijn ontleend aan het Duitse Holländerei waarin geen naamsonderscheid werd gemaakt tussen Hollanders en Friezen.  
De term keert terug in de namen van diverse dorpen in Polen (Holendry, Olędry, Olendry, etc.) maar niet alle dorpen met deze namen zijn werkelijk gesticht door Hollanders of Friezen omdat het een rechtstitel betrof die - althans later - ook door Pommerse en autochtone boeren gebruikt kon worden. Toen de relatie niet meer duidelijk was, werd Holländerei vaak Hauländerei wat verwijst naar ontbost en ontgonnen land.

## Oorzaken en gevolgen
De kolonisten uit de Nederlanden waren bekend en actief met drooglegging en indijking, onder andere vanaf het begin van de 12de eeuw in de deltas van de Wezer en de Elbe, in de 13de eeuw in de Oder-delta en een eeuw later in die van de Weichsel. Aan de rand van dat laatste gebied ligt Pasłęk, een stadje met een veelzeggende naam, namelijk Preussisch Holland. Pas in 1945 werd deze naam in de huidige Poolse veranderd. 
De 16de- tot 19de-eeuwse kolonisatie op de territoria van het koninkrijk Polen (West-Pruisen) en van de staat van de Duitse Orde en zijn opvolger het hertogdom Pruisen (Oost-Pruisen) had als achtergrond:
- Religieuze vervolging tot 1592 in de Nederlanden onder de Habsburgse keizer en de Spaanse koning, die uit de noordelijke provincies vooral mennonieten, ook doopsgezinden of gewoonlijk ook wel dopersen genoemd, op de vlucht deed slaan.
- De Nederlandse Opstand in de Tachtigjarige Oorlog (1568-1648) en de aanwezigheid van het Spaanse leger die verwoestend waren voor de landbouweconomie en veel boeren van hun bestaansmiddelen beroofde.
- In de vervolgens gestichte Republiek der Verenigde Nederlanden werden doopsgezinden vervolgens alleen maar getolereerd en dat bracht velen ertoe elders in meer vrijheid een bestaan te zoeken.
- De ontvolking van West-Pruisen (Koninklijk Pruisen) ten gevolge van de Noordse Oorlogen, welke tussen de koninkrijken Zweden en Polen na de Dertigjarige Oorlog werden uitgevochten en daarmee ook tussen de twee rivaliserende – lutherse en rooms-katholieke – machtscentra in oostelijk Midden-Europa. Zweden werd erdoor uitgeput en trok zich terug, maar wel na eerst grote delen van Polen leeggeroofd en verwoest te hebben. De Poolse steden en de adel verarmden en zijn deze slag niet te boven gekomen. De ontvolking was aanzienlijk en veel agrarisch land moest worden prijsgegeven aan de natuur. Juist op deze 'Wüstungen' wilden alleen boeren zich als immigranten vestigen als zij persoonlijke en eigendomsvrijheden kregen.